# ماريو ليفيو
ماريو ليفيو (بالعبرية: מריו ליביו‏) (و. 1945 – م) هو عالم فلك، وعالم فيزياء فلكية، وتربوي، وكاتب من إسرائيل . ولد في بوخارست. وهو عضواً في الجمعية الأميركية لتقدم العلوم .

## التعليم
تعلم في الجامعة العبرية في القدس، وجامعة تل أبيب